# SNLE 3G
Třída Sous-Marin Nucléaire Lanceur d'Engins de Troisieme Génération (SNLE 3G) je perspektivní třída raketonosných ponorek Francouzského námořnictva s jaderným pohonem. Byla vyvinuta jako náhrada francouzských raketonosných ponorek třídy Le Triomphant, které byly do služby zařazovány od roku 1997. SNLSNLE 3G představují třetí generaci francouzských raketonosných ponorek (po třídách La Redoutable a Le Triomphant). Celkem byly objednány čtyři jednotky této třídy. Stavba prototypu začala roku 2024.

## Stavba
Vývoj třetí generace francouzských raketonosných ponorek SNLE 3G byl zahájen v únoru 2021. Ponorky stávající třídy Le Triomphant mají nahrazovat od roku 2035 a ve službě zůstat přibližně do roku 2090. První kontrakty tohoto programu představovaly úvodní vývojové studie. Ponorky SNLE 3G mají být oproti svým předchůdcům větší a tišší. Využívat budou některé technologie vyvinuté pro jaderné útočné ponorky třídy Suffren. Projekt jejich vývoje, stavby a zajištění provozu vyžaduje rozsáhlé zapojení francouzského průmyslu. Stavbu platforem zajišťuje společnost Naval Group ve svých loděnicích v Cherbourgu, sonarový komplex zajišťuje společnost Thales a nové reaktory společnost TechnicAtome.
Symbolické první řezání oceli na prototypovou jednotku se uskutečnilo 20. března 2024 ve společnosti Naval Group ve svých loděnicích v Cherbourgu. Zahájení sestavování jednotlivých trupových sekcí je plánováno na roky 2026–2027. Spuštění prototypové ponorky na vodu proběhne na počátku 40. let 21. století. Její zařazení do služby je plánováno po roce 2035.
Jednotky třídy SNLE 3G:
| Jméno | První řezání oceli | Založení kýlu | Spuštěna | Vstup do služby | Status    |
| ----- | ------------------ | ------------- | -------- | --------------- | --------- |
|       | 20. března 2024    |               |          |                 | ve stavbě |
|       |                    |               |          |                 | objednána |
|       |                    |               |          |                 | objednána |
|       |                    |               |          |                 | objednána |

## Konstrukce
Ponorky budou vybaveny sonarovým komplexem od společnosti Thales. Jeho součástí bude vlečný sonar nové generace ALSRO. Získaná data bude zpracovávat systém ALICIA (Analyse, Localisation, Identification, Classification Intégrées et Alertes). Budou vyzbrojeny čtyřmi 533mm torpédomety, ze kterých mohou být vypouštěna těžká torpéda F21 a protilodní střely FCASW. Hlavní výzbroj představuje šestnáct balistických raket M51. Ty mají dosah 8000 km a pojmou až dvanáct jaderných hlavic. Ponorka bude mít tichý pohon typu pump-jet. Kormidla budou uspořádána do X.